# 진위초등학교
진위초등학교는 대한민국 경기도 평택시에 있는 공립 초등학교이다.

## 학교 연혁
- 1899년 4월 7일 공립 진위소학교로 개교(심상과 3년제, 고등과 2년제)
- 1906년 9월 1일 공립진위보통학교로 명칭을 변경
- 1911년 11월 1일 진위공립보통학교(4년제)로 개편
- 1923년 4월 1일 6년제로 승격됨
- 1938년 4월 1일 진위공립심상소학교로 명칭을 변경
- 1941년 4월 1일 진위공립국민학교로 명칭을 변경
- 1958년 4월 1일 산대국민학교로 독립 인가
- 1959년 4월 1일 갈곶국민학교로 독립 인가
- 1981년 3월 1일 병설유치원 개원
- 1986년 3월 1일 특수학급(1학급) 개설
- 1994년 3월 1일 진위국민학교 산대분교장 편입
- 1995년 4월 3일 공동 조리급식학교 지정급식 개시(갈곶, 서탄, 산대)
- 1996년 3월 1일 진위초등학교로 명칭을 변경
- 2000년 4월 22일 개교 100주년 기념행사
- 2004년 4월 26일 진위 학교역사관 개관
- 2009년 7월 18일 도서관 ‘꿈디딤터’ 준공식
- 2010년 3월 22일 이성래, 조순녀 장학기금 협약
- 2010년 9월 2일 ‘솔빛누리’ 체육관 개관
- 2012년 2월 14일 제100회 졸업식(총 9,102명)
- 2013년 2월 15일 제101회 졸업식(총 9,168명)
- 2013년 3월 1일 제33대 이정순 교선생님 부임
- 2013년 3월 1일 본교 16학급(특수 2학급), 분교 3학급(특수 1학급) 편성
- 2014년 2월 18일 제102회 졸업식(총 9,223명)
- 2014년 3월 1일 본교 16학급(특수 2학급), 분교 3학급 편성
- 2015년 2월 16일 제103회 졸업식(총 9,285명)
- 2015년 3월 1일 본교 12학급(특수 2학급), 분교 3학급 편성

## 학교 상징
- 교화 - 개나리 : 개나리꽃으로 교화를 정한 이유는 추운 겨울 매서운 눈보라를 이겨 내고 아름다운 꽃을 피우듯 어려운 시련과 고난을 이겨내는 인내의 정신, 가장 먼저 따뜻한 봄의 기운을 알리는 희망의 정신, 여러 개의 꽃송이로 아름다움을 나타내듯이 친구와 서로 돕고 살아가는 협동의 정신을 갖는 어린이로 자라나는 뜻이 담겨 있다.
- 교목 - 은행나무 : 생명력이 왕성하고 병충해에 강한 은행나무처럼 끊임없이 노력을 통하여 남들에게 오랫동안 기억되는 사람. 강인한 체력과 정신을 가진 꼭 필요한 사람으로 자라나는 뜻이 담겨 있다.